# 阿通
阿通（法語：Atton，法語發音：[atɔ̃]）是法国默尔特-摩泽尔省的一个市镇，位于该省中部，属于南锡区。

## 地理
阿通（48°53'26"N, 6°5'26"E）面积15.38 平方千米，位于法国大東部大區默尔特-摩泽尔省，该省份为法国东北部内陆省份，是洛林的一部分，北邻比利时、卢森堡，北起顺时针与摩泽尔省、下莱茵省、孚日省和默兹省接壤。
与阿通接壤的市镇（或旧市镇、城区）包括：布莱诺莱蓬塔穆松、莱梅尼勒、卢瓦西、塞耶河畔莫维尔、穆松、蓬塔穆松、塞耶河畔波尔、圣热纳维耶夫。

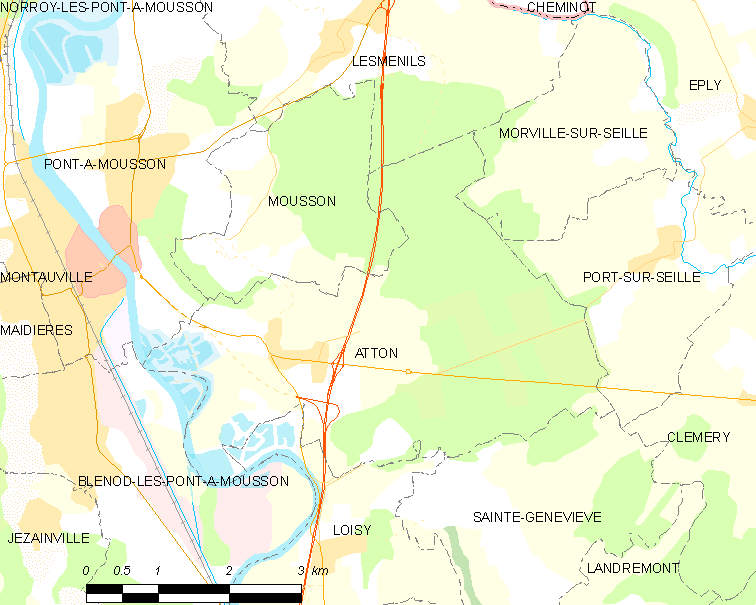
阿通的OSM定位图

阿通的时区为UTC+01:00、UTC+02:00（夏令时）。

## 行政
阿通的邮政编码为54700，INSEE市镇编码为54027。

## 政治
阿通所属的省级选区为蓬塔穆松县。

## 人口

1962-2008年间阿通人口变化图示

阿通于2022年1月1日时的人口数量为899人。